# Desmoxytes pilosa
Desmoxytes pilosa är en mångfotingart som först beskrevs av Carl Graf Attems 1937.  Desmoxytes pilosa ingår i släktet Desmoxytes och familjen orangeridubbelfotingar. Inga underarter finns listade i Catalogue of Life.